# Henri Crolla

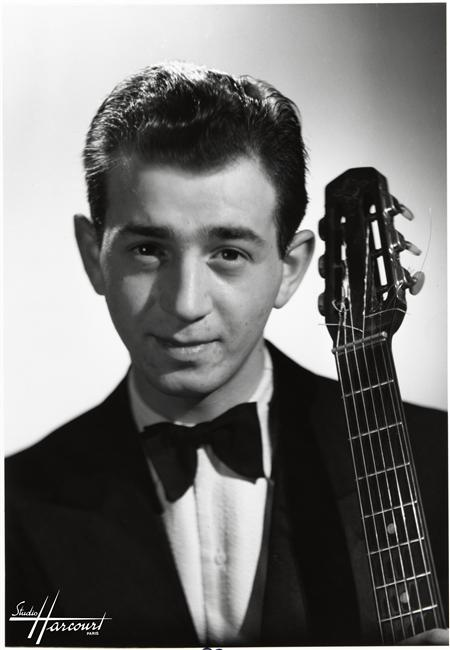
Henri Crolla in 1940

Henri Crolla (Napels, 26 februari 1920 - Parijs, 17 oktober 1960) was een Franse jazzgitarist en een belangrijke vertegenwoordiger van de jazz manouche of gipsyjazz.

## 1920 - 1938
Henri Crolla, ook wel bijgenaamd Rico,  werd geboren uit Italiaanse ouders die in 1922 vanuit Napels naar Frankrijk waren geëmigreerd. De familie vestigde zich in Parijs nabij het metrostation Porte de Choisy, een buurt vol met immigranten en zigeuners. Henri was kind aan huis bij de Sinti-familie van Django Reinhardt, die in dezelfde buurt woonde. Hij begon op zijn derde jaar al te spelen op de mandoline van zijn moeder en speelde sindsdien samen met zijn ouders op straat om wat geld te verdienen. Zowel zijn vader, Antonio, als zijn moeder Térésa, waren muzikanten en vrienden van Nino Rota. 
Vanaf zijn achtste levensjaar liep Henri Crolla de Parijse terrassen af als straatmuzikant. Op straat  leerde hij ook op zijn dertiende jaar de muzikant Lou Bonin kennen. Vanaf dat moment behoorde hij tot een groep waar Paul Grimault, Jacques Prévert, en Pierre Prévert deel van uitmaakten. Dankzij Grimault leerde hij de jazz kennen en nam hij de gitaar ter hand.
Samen met Django Reinhardt werd hij een van de belangrijkste vertegenwoordigers van de jazz manouche, de zigeunerjazz. Henri maakt zijn debuut als gitarist in 1938, in een van de eerste Parijse jazzclubs, de Boîte à sardines waar hij samenspeelde met onder andere Benny Carter, Coleman Hawkins, en Bill Coleman. 

## 1938 - 1960
In 1938 werd Henri opgeroepen voor militaire dienst. Hij deserteerde, ontsnapte en keerde terug naar Parijs. Tijdens de Tweede Wereldoorlog moest Henri vanwege zijn desertie onderduiken en verdiende hij zijn brood in de bouw en als kolensjouwer. 
Toen Frankrijk in 1944 werd bevrijd begon Henri Crolla zijn professionele carrière. Hij trad op, samen met Charles Harry, Pierre Fouad en Emmanuel Soudieux, in Shubert, een jazzclub aan de boulevard de Montparnasse.
Niet lang daarna stelde Jaques Prévert voor een van Henri’s eigen composities op te nemen, getiteld Cireurs de souliers de Broadway Ze lieten het nummer aan Yves Montand horen die enthousiast was en het nummer vervolgens in zijn repertoire opnam. Bovendien ging Henri Crolla deel uitmaken van zijn  begeidingsband. In 1947 leerde Henri zijn vrouw Colette kennen. In 1950 trad hij op in de film Souvenirs Perdus, samen met Yves Montand en Bernard Blier. In het jaar daarop begeleidde hij Eddie Constantine in een vertolking van het nummer Chant Song van Jacques Prévert.
In 1955 nam hij vijf grammofoonplaten op met contrabassist Emmanuel Soudieux, drummer Jacques David en Martial Solal op piano, en nog enkele andere muzikanten. 
Eind 1956 maakte hij met Yves Montand een tournee door het Oostblok. In 1958 nam hij een plaat op, getiteld Notre ami Django als eerbetoon aan Django Reinhardt, die in 1953 was overleden. Het was dankzij Henri Crolla dat Georges Moustaki in 1958 kennis maakte met Édith Piaf, waarna een intensieve samenwerking tussen deze twee artiesten ontstond.
In 1960 stierf de gitarist aan kanker.

## discografie
- Crolla & Co, eerbetoon aan Django Reinhardt (Jazz in Paris, Universal, 2001)
- Begin the beguine (Jazz in Paris, Universal, 2002)
- Quand refleuriront les lilas blancs (Jazz in Paris, Universal, 2002)
- vol. 4 Jazz et Cinéma (Jazz in Paris, Universal, 2002) met het trio Jean Wiener-Jean Wetzel-Crolla.
- Le meilleur de Grappelli (EMI), 8 songs opgenomen in de Club St. Germain in 1954
- Musiques de cinéma (Jazz in Paris, Universal, 2002), de composities van Henri Crolla en André Hodeir voor film tussen 1950 en 1960

## films en documentaires
- In 1950 speelt hij een kleine rol in de film Souvenirs perdus, als muzikant.
- De Italiaanse televisie heeft een documentaire gemaakt over Henri Crolla, met interviews met zijn vrouw, Georges Moustaki en Patrick Saussois.
- In 1960 speelt hij vlak voor zijn dood in de film Le bonheur est pour demain van regisseur Henri Fabiani

Henri Crolla schreef muziek voor ongeveer 30 films.